# Myrmecina nesaea
Myrmecina nesaea är en myrart som beskrevs av Wheeler 1924. Myrmecina nesaea ingår i släktet Myrmecina och familjen myror. Inga underarter finns listade i Catalogue of Life.